# Desire Under the Elms (filme)
Desire Under the Elms (br.: Desejo / pt.: Desejo sob os Ulmeiros) é um filme de drama dos Estados Unidos de 1958, realizado por Delbert Mann, e adaptado da peça Desire Under the Elms de Eugene O'Neill.

## Resumo
Nova Inglaterra, 1840. Ephraim Cabot (Burl Ives) é um agricultor idoso que tem uma vitalidade surpreendente e ama os seus 60 acres de terra de forma intensa.
Boa parte desta propriedade ele ganhou como dote de casamento, sendo que desta união nasceu Eben (Anthony Perkins), que ainda novo foi levado por sua mãe ao lugar secreto onde Ephraim escondia o dinheiro, dizendo ao filho que toda aquela terra era dele e fazendo-o jurar que nunca desistiria dela. O tempo passou, a mãe de Eben morreu e ele cresceu tendo de conviver com dois outros meio-irmãos, Simeon (Frank Overton) e Peter (Pernell Roberts).
Quando Ephrain viajou por algumas semanas, Eben achou que era o momento de não disputar a quinta com os irmãos. Pegou 600 dólares no esconderijo do pai e fez uma proposta: dar metade para cada um em troca deles assinarem um documento a desistir das suas partes nas terras. Os meio-irmãos concordam por duas razões: primeiro queriam ir para a Califórnia e participar da  corrida do ouro e, em segundo, por saberem que o pai deles se tinha casado com uma empregada de bar, Anna (Sophia Loren), uma Bela italiana de 25 anos.
Simeon e Peter esperam a chegada do pai e da madrasta e partem de seguida. Com o casamento Anna tornara-se uma possível herdeira e isto não agradava Eben em nada, mas coisas totalmente imprevisíveis estavam para acontecer.

## Elenco
- Sophia Loren...Anna Cabot
- Anthony Perkins...Eben Cabot
- Burl Ives...Ephraim Cabot
- Frank Overton...Simeon Cabot
- Pernell Roberts...Peter Cabot
- Rebecca Welles...Lucinda
- Jean Willes...Florence
- Anne Seymour...Mãe de Eben
- Roy Fant...Fiddler
- Charlotte Knight

## Prémios e nomeações
- Recebeu uma nomeação ao Óscar de Melhor Fotografia - Preto e Branco
- Recebeu uma nomeação à Palma de Ouro de Melhor Realizador, no Festival de Cannes